# Клара (носорог)
Клара (1738 (?) — 14 апреля 1758) — самка индийского носорога, получившая широкую известность вследствие её 17-летнего путешествия по Европе в середине XVIII века.
Её привезли в Европу, в Роттердам, в 1741 году — она стала пятым по счёту живым носорогом, которых привозили в Европу в новое время с момента «дюреровского» носорога в 1515 году. После туров по городам Голландской республики, Священной Римской империи, Швейцарии, Речи Посполитой, Франции, Королевства Сицилии, Папской области, Чехии и Дании, она умерла в Ламбете, Англия. «Визит» Клары нашёл большое отражение в искусстве того времени, в первую очередь в скульптурах и картинах.